# Led Zeppelin
Led Zeppelin var ett brittiskt rockband, bildat i London, England 1968. Bandet bestod av sångaren Robert Plant, gitarristen Jimmy Page, basisten/keyboardisten John Paul Jones och trummisen John Bonham. Med sitt tunga, gitarrdrivna sound ses gruppen som en av pionjärerna för hard rock, även om deras stil kom från flera olika influenser, inklusive blues och folkmusik.
Efter att ha bytt namn från The New Yardbirds, skrev Led Zeppelin ett skivkontrakt med Atlantic Records som gav dem stor artistisk frihet. Trots att gruppen initialt inte var populär bland kritiker, nådde de stora kommersiella framgångar med åtta studioalbum utgivna på tio år: från Led Zeppelin (1969) till In Through the Out Door (1979). Deras obetitlade fjärde studioalbum, allmänt känt som Led Zeppelin IV (1971) och innehåller låten "Stairway to Heaven", är ett av rockens mest populära och inflytelserika verk och hjälpte till att säkra gruppens popularitet.
Page skrev den större delen av Led Zeppelins musik, framförallt tidigt i bandets karriär, medan Plant oftast skrev texter. Jones keyboardbaserade låtar blev senare centrala i gruppens låtkatalog, där gruppen med åren experimenterade mer frekvent. Under den senare halvan av bandets karriär gjorde man en rad rekordbrytande turnéer som gav gruppen ett rykte för sina överdrifter och utsvävningar. Trots att bandet fortsatt var kommersiellt och kritiskt framgångsrikt var deras utgivningar och turnéer begränsade i slutet av 1970-talet. Led Zeppelin upplöstes 1980 efter att Bonham avlidit av en alkoholrelaterad kvävning. Under de efterföljande decennierna samarbetade de forna medlemmarna sporadiskt och medverkade i tillfälliga återföreningar. Den mest framgångsrika av dessa var hyllningskonserten till Ahmet Ertegün 2007 i London, med Bonhams son, Jason Bonham, på trummor.
Många kritiker anser Led Zeppelin vara en av de mest framgångsrika, innovativa och inflytelserika rockgrupperna i historien. De är bland de bäst säljande artisterna någonsin: olika källor uppskattar bandets skivförsäljning till mellan 200 och 300 miljoner världen över. Med 111,5 miljoner sålda skivor är de det tredje bäst säljande bandet och den femte bästa säljande akten i USA. Samtliga av deras nio studioalbum tog sig in på topp 10 på Billboards albumlista varav sex stycken blev listettor. I Storbritannien hade de åtta albumettor i följd. Tidningen Rolling Stone beskrev dem som "det tyngsta bandet någonsin", "det största bandet på 1970-talet" och "utan tvekan ett av de mest bestående banden i rockens historia". 1995 blev Led Zeppelin invalt i Rock and Roll Hall of Fame and Museum; museet har uppgivit att bandet var "lika inflytelserikt" på 1970-talet som The Beatles var på 1960-talet.

## Historia

### Bakgrund
Jimmy Page spelade 1966–1968 i bandet The Yardbirds. Den första tiden hoppade han in på basgitarr, men bytte senare till gitarr. Under några månader hade The Yardbirds både Jimmy Page och Jeff Beck på gitarr, innan Beck hoppade av i slutet av 1966. Innan han kom med i Yardbirds var Page en av Storbritanniens ledande studiomusiker. John Paul Jones var etablerad studiomusiker när han träffade Jimmy Page 1968. Page var då redan medveten om Jones kapacitet som musiker. Robert Plant och John Bonham hade spelat med bandet Band of Joy i Birmingham.
De fyra bildade Led Zeppelin tillsammans, först under namnet The New Yardbirds. Detta beroende på att Yardbirds hade kontrakterade spelningar kvar när gruppen upplöstes. The New Yardbirds gjorde fem spelningar i Sverige hösten 1968. En viktig person vid bildandet av Led Zeppelin var managern Peter Grant. Han hade varit manager även för The Yardbirds och kände alltså Page sedan tidigare.

### De första åren
Gruppen var under de första åren extremt produktiv och gav under 1969 ut sitt första självbetitlade album, och senare under året sitt andra album, II. Det andra albumet gjordes till stora delar under den turné man åkte på i USA där gruppen tidigt fick stor popularitet. 1970 gavs det folkrock-inspirerade albumet III ut och året därpå det stilbildade albumet IV, med en av gruppens mest kända sånger, "Stairway to Heaven". Gruppens första album anses av många vara bland de främsta i genren. Page var centralfiguren (han producerade samtliga album), men alla fyra medlemmar var i högsta grad engagerade i skapandeprocessen, även om majoriteten av låtarna är skrivna av Page och Plant. Låtarna är ofta monumentala och med crescendon, vilket ibland gör dem långa, upp mot 10-11 minuter. Man inspirerades från den klassiska rhythm and blues-musiken från amerikanska södern men även av folkmusik, österländska toner och keltisk mytologi, vilket märks i flera av texterna.
Tidigt i karriären markerade Led Zeppelin att de skiljde sig från de allra flesta artister. De medverkade ytterst sällan i TV och släppte bara ett fåtal singlar, då i begränsade upplagor i utvalda länder. Ytterst ansvarig för denna strategi var Peter Grant. Tanken var att den som var nyfiken på Led Zeppelin skulle köpa deras album och besöka deras konserter. Detta för att verkligen kunna skapa sig en uppfattning om bandets musik.

### De senare åren och slutet

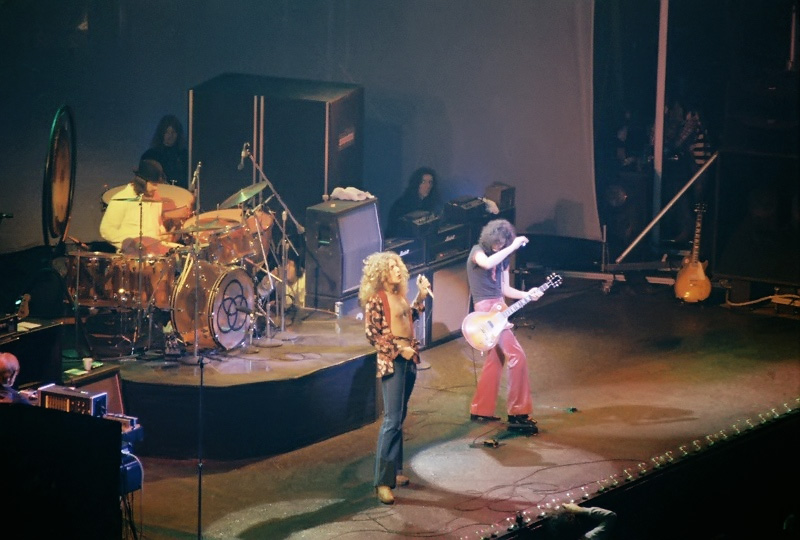
Led Zeppelin live 1975.

Under mitten och senare delen av 1970-talet vidhöll gruppen sin popularitet. De gav 1975 ut albumet Physical Graffiti och genomförde långa turnéer med konserter inför stor publik, som vid Knebworth Festival 1979. Gruppen gjorde sin sista konsert på isstadion i Västberlin 7 juli 1980.
När John Bonham avled 1980 valde de resterande medlemmarna att splittra gruppen. Page och Plant hade då, likt Bonham, fastnat i alkohol- och/eller drogmissbruk, vilket ibland märktes tydligt på bandets konserter de sista åren. Efter att Led Zeppelin upplöstes har medlemmarna spelat några låtar tillsammans på scenen vid olika tillfällen, och Page och Plant har arbetat tillsammans med olika projekt. Under 1994–95 samt 1998–99 turnerade de under namnet Page and Plant. Alla tre medlemmar har dessutom gjort soloskivor och skivor med andra artister.
Led Zeppelin har på senare år upplevt en renässans med nya fans som upptäcker musiken och musiker som ser bandet som en inspirationskälla för sin musik. Man har också gett ut flera remastrade samlings-CD:s under 1990-talet. 2003 släpptes Led Zeppelin DVD, producerad av Jimmy Page och Dick Carruthers, som täcker större delen av gruppens karriär.
Led Zeppelin invaldes i Rock and Roll Hall of Fame år 1995. Gruppen belönades 2006 med Polarpriset, bland annat för att ha varit en av rockmusikens stora pionjärer. Led Zeppelin beräknades ha sålt ca 300 miljoner album (2009), vilket placerar dem som tvåa efter The Beatles vad gäller albumförsäljning i musikhistorien. Siffrorna är dock osäkra eftersom det saknas tillförlitlig statistik som täcker hela världen.

### Återförening

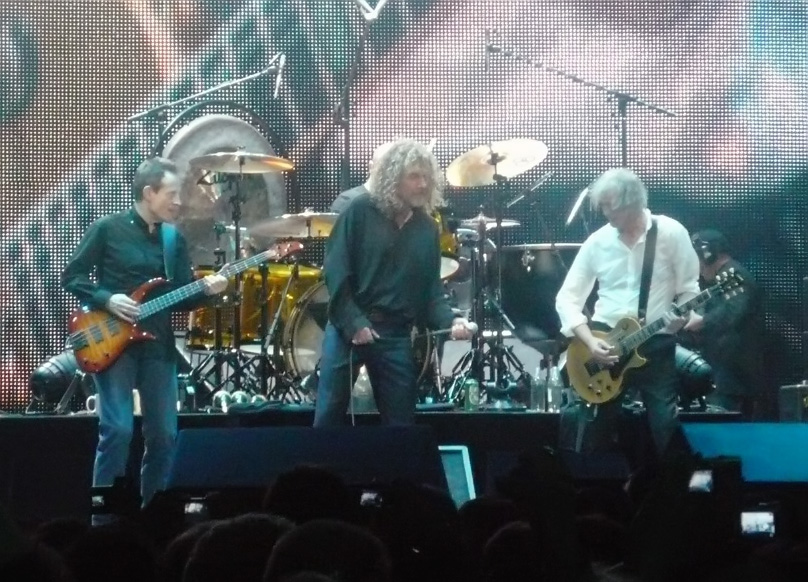
Ett återförenat Led Zeppelin 2007

Till slut återförenades Led Zeppelin officiellt, dock bara för en kväll. Deras spelning i O2-arenan i London 2007 togs emot väl och blev en framgång, både hos publik och musikjournalister. Bakom trummorna satt Jason Bonham, son till John. (Han spelade också vid bandets inofficiella framträdande 1988.) Intresset för konserten var mycket stort och bandet hade förmodligen kunnat fylla arenan många gånger om. Led Zeppelin blandade sällan/aldrig spelade låtar med många av sina mest kända kompositioner. Efter denna spelning ryktades det under en period att bandet var på väg att börja turnera igen, men så har det inte blivit.
Konserten från O2-arenan som hade spelats in gavs hösten 2012 ut på CD, DVD och Blu-ray samt våren 2013 på en trippel-vinyl och fick namnet "Celebration Day". För musikalbumet fick Led Zeppelin 2014 en Grammy i kategorin: årets bästa rockalbum, vilket var första gången Led Zeppelin fick priset. Konserten visades även på bio  17 oktober 2012 i 40 länder på cirka 1500 biodukar under en kväll och drog in 2 miljoner dollar. I Sverige,där man också bara hade en visning per biograf, hade filmen premiär 7 november 2012 i Stockholm och Göteborg bland annat, för att senare datum visas på utvalda biografer i övriga Sverige.

## NamnetLed Zeppelin
Det finns flera uppgifter om var gruppnamnet kom ifrån. En teori som fått fotfäste är att Keith Moon från gruppen The Who sagt att gruppen skulle misslyckas, "go down like a lead balloon" (sjunka som en blyballong). Bandet skulle ha gjort en grej av Moons påstående; ändrat ballongen till en zeppelinare och stavningen till 'led' (om namnet hade stavats "lead" (bly) hade "tjockskalliga amerikaner" uttalat det som "leed" enligt managern Peter Grant). En annan teori är att George Harrison, gitarrist i The Beatles och vän till Jimmy Page sa det. En teori är att det var både Keith Moon och John Entwistle som kom på namnet. (Källa Bonniers Rock lexikon från 1987). Jimmy Page ville förena ljus och mörker, tungt och fjäderlätt och en stark förebild till det kontrastlika namnet står att finna i Iron Butterfly.

## Medlemmar
- Robert Plant – sång, munspel
- Jimmy Page – gitarr, övriga stränginstrument
- John Paul Jones – basgitarr, keyboard, mandolin, akustisk gitarr
- John Bonham – trummor, slagverk

## Diskografi
| Studioalbum - 1969 – Led Zeppelin - 1969 – Led Zeppelin II - 1970 – Led Zeppelin III - 1971 – Led Zeppelin IV - 1973 – Houses of the Holy - 1975 – Physical Graffiti - 1976 – Presence - 1979 – In Through the Out Door - 1982 – Coda | Livealbum - 1976 – The Song Remains the Same - 1997 – BBC Sessions - 2003 – How the West Was Won - 2012 – Celebration Day | Samlingsalbum - 1990 – Profiled - 1990 – Remasters - 1990 – Led Zeppelin Box Set - 1993 – Led Zeppelin Box Set II - 1993 – Complete Studio Recordings - 1999 – Early Days: Best of Led Zeppelin Volume One - 2000 – Latter Days: Best of Led Zeppelin Volume Two - 2007 – Mothership |

## Turnéer
- September 1968 – Scandinavian Tour 1968
- Oktober–December 1968 – U.K. Tour 1968
- December 1968–Februari 1969 – North America 1968/1969
- Mars–April 1969 – U.K. and Scandinavian Tour 1969
- April–Maj 1969 – North American Tour Spring 1969
- Juni 1969 – U.K. Tour Summer 1969
- Juli–Augusti 1969 – North American Tour Summer 1969
- Oktober 1969 – European Tour Autumn 1969
- Oktober–December 1969 – North American Tour Autumn 1969
- Januari 1970 – U.K. Tour 1970
- Februari–Mars 1970 – European Tour 1970
- Mars–April 1970 – North American Tour Spring 1970
- Juni–Juli 1970 – Tour of Iceland, Bath & Germany 1970
- Augusti–September 1970 – North American Tour Summer 1970
- Mars–April 1971 – United Kingdom Tour Spring 1971
- Maj–Augusti 1971 – European Tour 1971
- Augusti–September 1971 – North American Tour 1971
- September 1971 – Japanese Tour 1971
- November–December 1971 – United Kingdom Tour Winter 1971
- Februari 1972 – Australasian Tour 1972
- Maj–Juni 1972 – North American Tour 1972
- Oktober 1972 – Japanese Tour 1972
- Oktober 1972–Januari 1973 – U.K. Tour 1972-1973
- Mars–April 1973 – European Tour 1973
- Maj–Juli 1973 – North American Tour 1973
- Januari–Mars 1975 – North American Tour 1975
- Maj 1975 – Earls Court 1975
- April–Juli 1977 – North American Tour 1977
- Juli–Augusti 1979 – Köpenhamn samt Knebworth Festival 1979
- Juni–Juli 1980 – Tour Over Europe 1980
- Oktober–November 1980 – North American Tour 1980 (Inställd)

### Återföreningskonserter
- 13 juli 1985 – Live Aid i Philadelphia
- 14 maj 1988 – Atlantic Records 40-årsjubileum i New York
- 12 januari 1995 – Rock and Roll Hall of Fame
- 10 december 2007 – Ahmet Ertegun Tribute Concert i London